# Lista de episódios de T.U.F.F. Puppy
Esta é uma lista de episódios de T.U.F.F. Puppy:

## Resumo
| Temporada | Temporada | Episódios | Exibição original                                           | Exibição original                                            | Exibição no Brasil    | Exibição no Brasil   | Exibição em Portugal    | Exibição em Portugal  |
| Temporada | Temporada | Episódios | Estreia de temporada                                        | Final de temporada                                           | Estreia de temporada  | Final de temporada   | Estreia de temporada    | Final de temporada    |
| --------- | --------- | --------- | ----------------------------------------------------------- | ------------------------------------------------------------ | --------------------- | -------------------- | ----------------------- | --------------------- |
|           | 1         | 26        | 1 de maio de 2015 (Nick) 21 de setembro de 2015 (Nicktoons) | 12 de setembro de 2015 (Nick) 9 de junho de 2016 (Nicktoons) | 5 de outubro de 2015  | 17 de agosto de 2016 | 4 de janeiro de 2016    | 2 de dezembro de 2016 |
|           | 2         | 26        | 13 de agosto de 2016 (Nicktoons)                            | 20 de junho de 2017 (Nicktoons)                              | 31 de outubro de 2016 | 3 de julho de 2017   | 10 de fevereiro de 2017 | 8 de dezembro de 2017 |
|           | 3         |           | 4 de setembro de 2017 (Nicktoons)                           | por anunciar                                                 | 9 de novembro de 2017 |                      | 2018                    |                       |

## Temporada 1: 2010-2012
| Episódio # | Título original                                | Título Brasileiro                                           | Estreia nos Estados Unidos | Estreia no Brasil       | Estreia Em Portugal     |
| ---------- | ---------------------------------------------- | ----------------------------------------------------------- | -------------------------- | ----------------------- | ----------------------- |
| 1          | "Purr-fect Partners / Doom-mates"              | "Parceiros Perfeitos / Parceiros de Destino"                | 1 de maio de 2015          | 5 de outubro de 2015    | 4 de janeiro de 2016    |
| 2          | "Cruisin' for a Bruisin' / Puppy Love"         | "Cruzeiro Encrenqueiro / Puppy Apaixonado"                  | 8 de maio de 2015          | 12 de outubro de 2015   | 18 de janeiro de 2016   |
| 3          | "Mall Rat / Operation: Happy Birthday"         | "Rato de Shopping / Operação: Feliz Aniversário"            | 15 de maio de 2015         | 19 de outubro de 2015   | 25 de janeiro de 2016   |
| 4          | "Toast of T.U.F.F. / Share-A-Lair"             | "Tostando a T.U.F.F. / QG Compartilhado"                    | 22 de maio de 2015         | 26 de outubro de 2015   | 1 de fevereiro de 2016  |
| 5          | "Snapnapped / Mom-A-Geddon"                    | "Snap Preso/ Mãe-A-Gedom"                                   | 29 de maio de 2015         | 2 de novembro de 2015   | 8 de fevereiro de 2016  |
| 6          | "Dog Daze / Internal Affairs"                  | "Hipnose Canina / Assuntos Internos"                        | 3 de agosto de 2015        | 9 de novembro de 2015   | 15 de fevereiro de 2016 |
| 7          | "Chilly Dog / The Doomies"                     | "Cão Chilly / Os Prêmios D.O.O.M.S"                         | 3 de agosto de 2015        | 16 de novembro de 2015  | 29 de fevereiro de 2016 |
| 8          | "Watch Dog / Dog Dish"                         | "Cão de Guarda / Tigela do Cachorro                         | 17 de agosto de 2015       | 23 de novembro de 2015  | 6 de março de 2016      |
| 9          | "Thunder Dog / Snap Dad"                       | "Cachorro Trovão / Snap Pai"                                | 16 de novembro de 2015     | 30 de novembro de 2015  | 13 de março de 2016     |
| 10         | "Iron Mutt / The Wrong Stuff"                  | "O Cão de Ferro / A Tuff Errada"                            | 23 de novembro de 2015     | 7 de dezembro de 2015   | 20 de março de 2016     |
| 11         | "Forget Me Mutt / Mind Trap"                   | "Me Esquece, Vira-Lata / Armadilha Mental"                  | 30 de novembro de 2015     | 17 de janeiro de 2016   | 27 de março de 2016     |
| 12         | "Frisky Business / Hot Dog"                    | "Negócio Agitado / Cachorro Quente"                         | 14 de dezembro de 2015     | 24 de janeiro de 2016   | 3 de abril de 2016      |
| 13         | "Kid Stuff / Super Duper Crime Busters"        | "Coisa de Criança / Super Combatentes do Crime"             | 6 de fevereiro de 2016     | 7 de fevereiro de 2016  | 10 de abril de 2016     |
| 14         | "Disobedience School / The Dog Who Cried Fish" | "Escola de Desobediência / O Cachorro Que Gritou Peixe"     | 13 de fevereiro de 2016    | 28 de fevereiro de 2016 | 17 de abril de 2016     |
| 15         | "The Rat Pack / Booby Trap"                    | "O Bando de Ratos / Chocando"                               | 20 de fevereiro de 2016    | 4 de março de 2016      | 24 de abril de 2016     |
| 16         | "Snappy Campers / Lucky Duck"                  | "Campista Ariscos / Pato da Sorte"                          | 27 de fevereiro de 2016    | 11 de março de 2016     | 1 de maio de 2016       |
| 17         | "The Curse of King Mutt / Bored of Education"  | "A Praga do Rei Vira-Latas / Cansado da Educação"           | 5 de março de 2016         | 18 de março de 2016     | 8 de maio de 2016       |
| 18         | "Guard Dog / Dog Save the Queen"               | "Cão de Guarda / Cão Salve a Rainha"                        | 12 de março de 2016        | 25 de março de 2016     | 15 de maio de 2016      |
| 19         | "D.O.O.M. e G.L.O.O.M / Law and Odor"          | "D.O.O.M. e G.L.O.O.M / Lei e Odor"                         | 19 de março de 2016        | 1 de abril de 2016      | 10 de junho de 2016     |
| 20         | "A Doomed Christmas"                           | "Um Natal Condenado"                                        | 26 de março de 2016        | 31 de maio de 2016      | 2 de dezembro de 2016   |
| 21         | "Big Dog on Campus/Dog's Best Friend"          | " O Grande Cachorro Do Campus / O Melhor Amigo do Cachorro" | 1 de abril de 2016         | 8 de agosto de 2016     | 9 de julho de 2016      |
| 22         | "Mission:Really Big Mission"                   | "Missão Realmente Grande"                                   | 31 de maio de 2016         | 27 de junho de 2016     | 1 de agosto de 2016     |
| 23         | Monkey Business/Diary of a Mad Cat             | "Os Macacos Mandam / Diário de Uma Gata Doida"              | 6 de junho de 2016         | 8 de agosto de 2016     | 28 de novembro de 2016  |
| 24         | "Dudley Do-Wrong/Puppy Umplugged"              | "Dudley Erra Tudo / Puppy Desplugado"                       | 5 de fevereiro de 2016     | 7 de junho de 2016      | 29 de novembro de 2016  |
| 25         | "Top Dog/Quack in the Box"                     | "O Cachorro Manda / Lachante Quack"                         | 7 de junho de 2016         | 5 de maio de 2016       | 1 de agosto de 2016     |
| 26         | "Lie Like A Dog/Cold Fish"                     | "Minta como um Cachorro / Peixe Frio                        | 9 de junho de 2016         | 17 de agosto de 2016    | 15 de junho de 2016     |

## Temporada 2: 2012-2013
| Episódio # | Título original                                       | Título Brasileiro                            | Estreia nos Estados Unidos | Estreia no Brasil      | Portugal              |
| ---------- | ----------------------------------------------------- | -------------------------------------------- | -------------------------- | ---------------------- | --------------------- |
| 27         | "Freaky Spy Day/Dog Tired"                            |                                              | 31 de maio de 2012         | 22 de dezembro de 2012 | 7 de dezembro de 2012 |
| 28         | "Pup Daddy/Candy Cane-ine"                            |                                              | 3 de junho de 2012         | 6 de agosto de 2012    | 4 de janeiro de 2013  |
| 29         | "Bark to the Future/Lights,Camera,Quacktion"          |                                              | 13 de outubro de 2012      |                        | 9 de março de 2013    |
| 30         | "Happy How-O-Ween"                                    |                                              | 27 de outubro de 2012      |                        | 25 de janeiro de 2013 |
| 31         | "Bark to Nature/Mutts and Bolts"                      |                                              | 5 de agosto de 2012        |                        |                       |
| 32         | "Dog House/Time Waits for No Mutt"                    |                                              | 6 de agosto de 2012        |                        |                       |
| 33         | "Mud with Power/Legal Beagle"                         |                                              | 7 de agosto de 2012        |                        |                       |
| 34         | Hush Puppy/Quacky Birthday                            |                                              | 8 de agosto de 2012        |                        |                       |
| 35         | "Sheep Dog/Mom's Away"                                |                                              | 9 de agosto de 2013        |                        |                       |
| 36         | "Love Bird/Bluff Puppy"                               |                                              | 20 de outubro de 2013      |                        |                       |
| 37         | "Rat Trap/Agent of the Year"                          |                                              | 27 de outubro de 2013      |                        |                       |
| 38         | "Barking Tall/Bad Eggs"                               |                                              | 3 de novembro de 2013      |                        |                       |
| 39         | "Carbon Copies/TUFF Cookies"                          |                                              | 10 de novembro de 2013     |                        |                       |
| 40         | "Subliminal Criminal/Acting T.U.F.F."                 |                                              | 17 de novembro de 2013     |                        |                       |
| 41         | "Close Encountersof the Doomed Kind/Golden Retriever" |                                              | 27 de dezembro de 2013     |                        |                       |
| 42         | "Til Doom Do Us Part"                                 |                                              | 14 de fevereiro de 2014    |                        |                       |
| 43         | "Crime Takes a Holiday"                               |                                              | 19 de abril de 2014        |                        |                       |
| 44         | "The Spelling Bee/House Broken"                       |                                              | 19 de abril de 2014        |                        |                       |
| 45         | "T.U.F.F. Choices/Sob Story"                          |                                              | 26 de abril de 2014        |                        |                       |
| 46         | "T.U.F.F. Sell/Tattle Tale"                           |                                              | 26 de abril de 2014        |                        |                       |
| 47         | "True Spies/Bagel and the Beast"                      |                                              | 3 de maio de 2014          |                        |                       |
| 48         | Dancin' Machine/The Good,The Bad and the Quacky       |                                              | 3 de maio de 2014          |                        |                       |
| 49         | Pup Goes The Weasel/Puppy Pause                       |                                              | 10 de maio de 2014         |                        |                       |
| 50         | Match Me If You Can/Organized Crime                   |                                              | 10 de maio de 2014         |                        |                       |
| 51         | A Tale of Two Kitties/Pup in the Air                  | Combine comigo se puder / Maldade organizada | 17 de maio de 2014         |                        |                       |
| 52         | Girlfriend or Foe?/Scared Wit-Less                    | Namorada ou inimiga? / Bobo assustado        | 17 de maio de 2014         |                        |                       |

## Temporada 3: 2014-2015
| Episódio # | Título original                   | Título Brasileiro                               | Exibição nos Estados Unidos | Exibição no Brasil    | Portugal              |
| ---------- | --------------------------------- | ----------------------------------------------- | --------------------------- | --------------------- | --------------------- |
| 53         | T.U.F.F Break Up                  | O fim da T.U.F.F                                | 26 de julho de 2014         |                       |                       |
| 54         | Barking Bad/Smarty Pants          | Latido Malvado/Calça Esperta                    | 14 de fevereiro de 2015     |                       |                       |
| 55         | Great Scott/To be or not to bee   | O Monstro Escocês/Ser Ou Não Ser Abelha         | 28 de fevereiro de 2015     |                       |                       |
| 56         | While the cats away/Sweet Revenge | Enquanto a gata está fora/Doce Vingança         | 7 de março de 2015          |                       |                       |
| 57         | Hide and ghost seek/Cod squad     | Esconda e procure o fantasma/Esquadrão Bacalhau | 14 de março de 2015         | 1 de dezembro de 2014 |                       |
| 58         | T.U.F.F Love/Soar lose            | O Amor da T.U.F.F/Subir e Perder                | 21 de março de 2015         | 2 de dezembro de 2014 |                       |
| 59         | Dead or a lie/Tourist trap        | Morto ou Mentiroso/Armadilha para Turistas      | 28 de março de 2015         | 3 de dezembro de 2014 |                       |
| 60         | Puff Puppy/Stressed to Kill       | O Sopro do Puppy/Estressado para Matar          | 4 de abril de 2015          | 4 de dezembro de 2015 | 30 de outubro de 2015 |